# Luzula wahlenbergii
Espèce
Luzula wahlenbergii est une espèce de plantes herbacées de la famille des Juncaceae.

## Liste des sous-espèces et formes
Selon Tropicos (24 mars 2014) (Attention liste brute contenant possiblement des synonymes) :
- sous-espèce Luzula wahlenbergii subsp. piperi (Coville) Hultén
- sous-espèce Luzula wahlenbergii subsp. wahlenbergii
- forme Luzula wahlenbergii fo. americana Kurz